# Colin D. Gibson
Pour les articles homonymes, voir Colin Gibson et Gibson.
Colin David Gibson (2 novembre 1922-3 juillet 2002), est un homme politique canadien de l'Ontario. Il est député fédéral libéral de la circonscription ontarienne de Hamilton—Wentworth de 1968 à 1972

## Biographie
Gibson s'enrôle dans l'Armée canadienne et indique vouloir aider la nation et battre Hitler. En tant que lieutenant dans un combattant de peloton pour le The Royal Hamilton Light Infantry, il participe au débarquement de Normandie et est blessé quelques jours plus tard.
Élu en 1968, il est défait par le progressiste-conservateur Sean O'Sullivan (en) qui, âgé de 20 ans, est le plus jeune député élu à la Chambre des communes du Canada à ce moment.

## Famille
Son grand-père, John Morison Gibson (en), est homme politique et 10e lieutenant-gouverneur de 1908 à 1914. Son près, Colin W. G. Gibson, est député libéral de Hamilton-Ouest et ministre dans le cabinet de Louis St-Laurent de 1940 à 1950.